# Wolfgang Puschnig

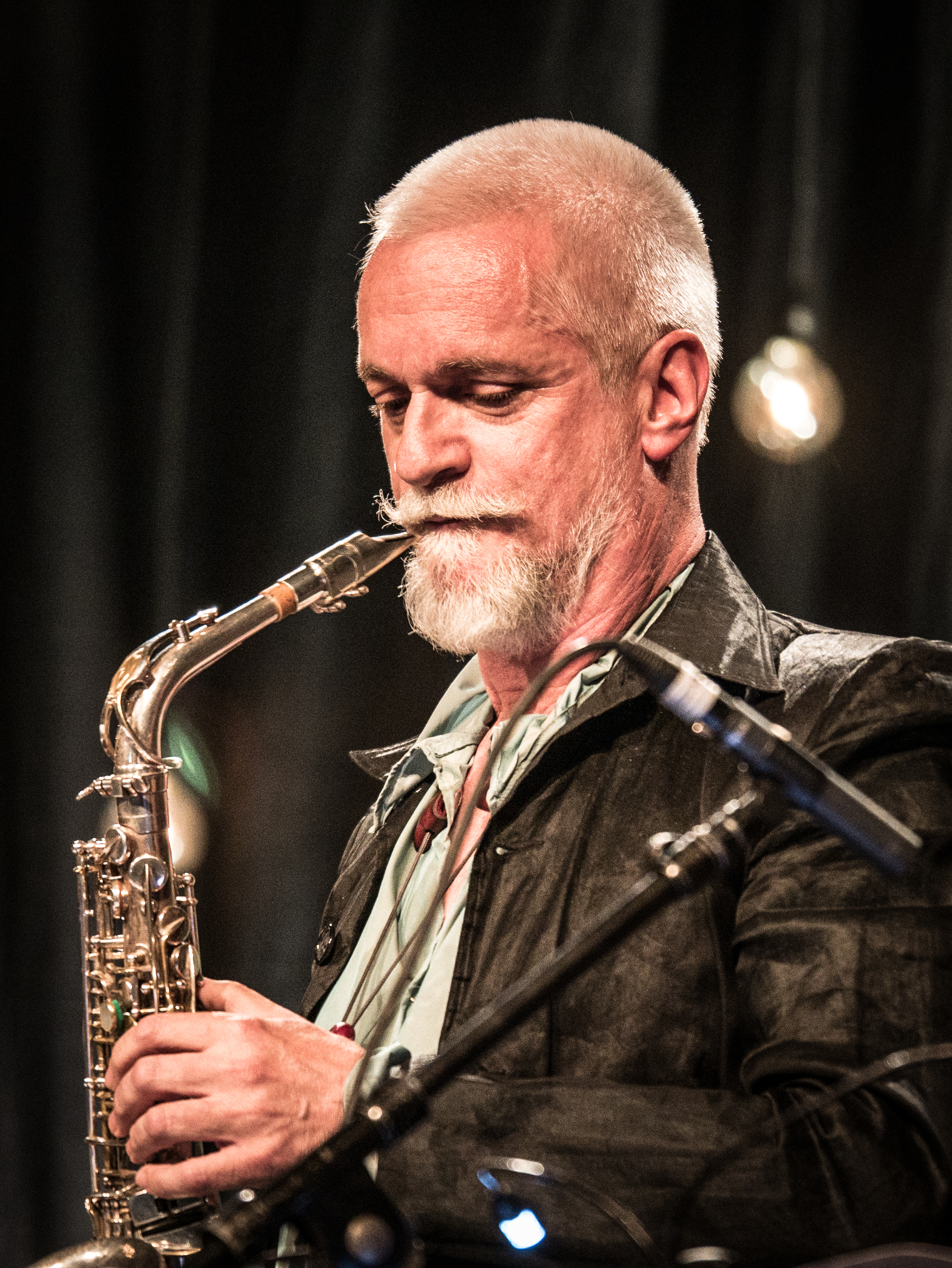
Puschnig beim Moers Festival 2015

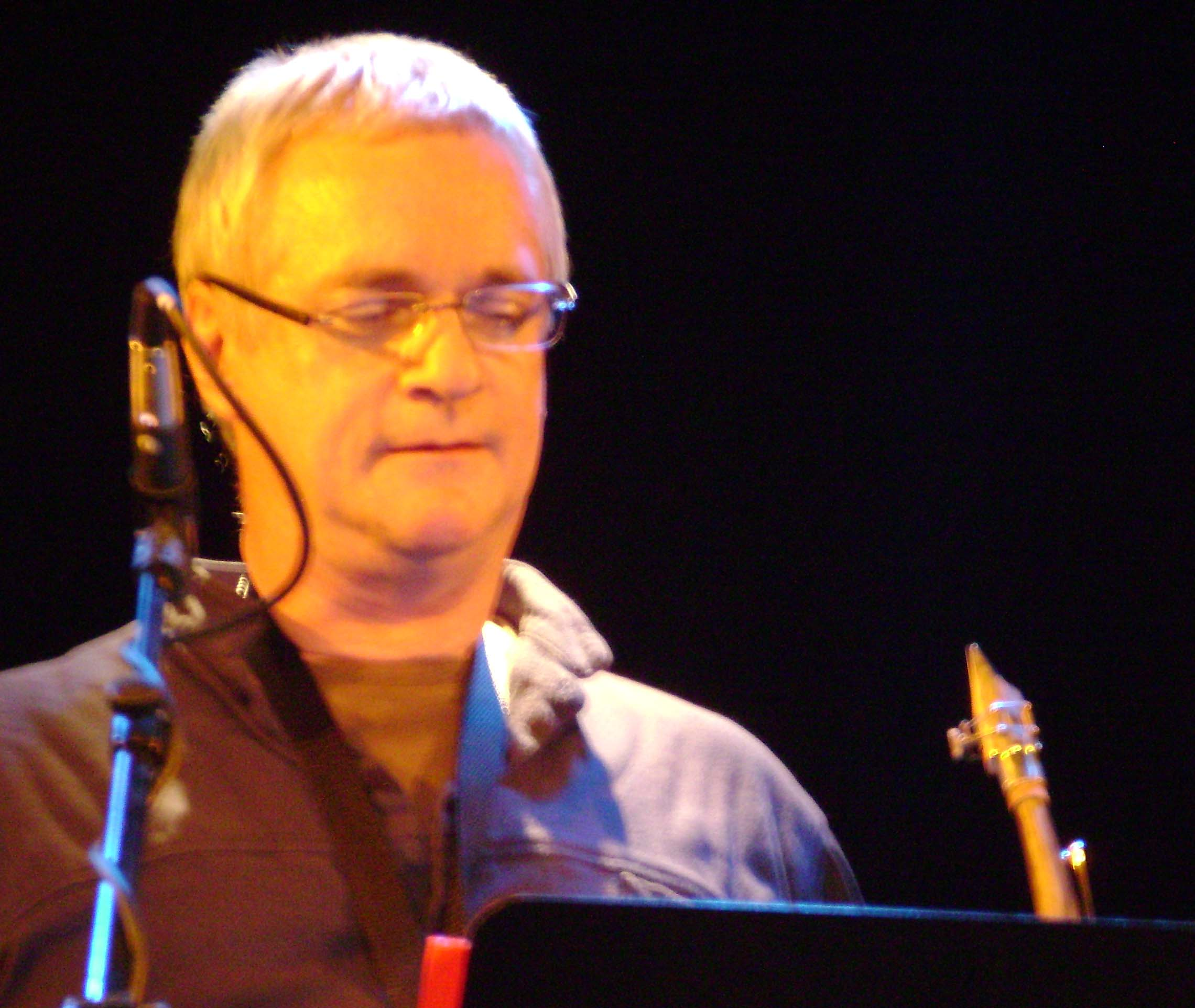
Puschnig 2008 bei einem Konzert mit Saxofour

Wolfgang Puschnig (* 21. Mai 1956 in Klagenfurt) ist ein österreichischer Jazzmusiker (Altsaxophon, Flöten, Bassklarinette, Komposition).

## Leben und Wirken
Nach seinem Studium von Saxophon und Flöte am Wiener Konservatorium war Puschnig Mitte der 1970er Jahre mit Mathias Rüegg Gründungsmitglied des Vienna Art Orchestra, in dem er bis 1989 aktiv war. Er war auch an den Ernst-Jandl-Projekten mit Lauren Newton beteiligt. Daneben spielte er Anfang der 1980er mit Hans Koller, mit dem Quartett Air Mail und mit saxofour. Mitte der 1980er holte ihn Carla Bley in ihre Gruppen. Mit Wolfgang Mitterer, Uli Scherer, seiner langjährigen Partnerin Linda Sharrock und mit Jamaaladeen Tacuma arbeitete er in verschiedenen Gruppen zusammen; dazu ist in den letzten Jahren vermehrt die Zusammenarbeit mit Reinhard Flatischler, Herbert Joos, Christof Lauer und Michel Godard getreten. Im Projekt „Alpine Aspects“ spielte er seit 1991 mit Jazzmusikern und Robert Pusseckers Amstettener Musikanten zusammen (zuletzt auf dem JazzFest Berlin 2006 sowie am Musikfest Waidhofen/Thaya 2007). Daneben ist er immer wieder mit dem koreanischen Perkussionsensemble SamulNori aufgetreten.
Puschnig ist Professor an der Universität für Musik und darstellende Kunst Wien und ehemaliger Vorstand des dortigen Instituts für Popularmusik.

## Auszeichnungen
- 1998 Hans-Koller-Preis
- 2004 Als erster Musiker – die Ehrendoktorwürde (Dr. h. c.) der Alpen-Adria-Universität Klagenfurt
- 2016 Großes Ehrenzeichen des Landes Kärnten
- 2022 Großer Kulturpreis des Landes Kärnten

## Diskografische Hinweise
- 1988 Pieces of the Dream - Wolfgang Puschnig
- 1995 Mixed Metaphors - Wolfgang Puschnig
- 1997 Roots & Fruits - Wolfgang Puschnig
- 2001 Chants - Wolfgang Puschnig
- 2006 Things Change - Wolfgang Puschnig
- 2016 Faces - Wolfgang Puschnig

### Mit anderen
- 1984 Prayer for Peace - Airmail
- 1986 Pat Brothers No. 1. - The Pat Brothers
- 1998 Light Blues - Airmail
- 1989 Red Sun Samulnori
- 1994 Then comes the white Tiger - Red Sun Samulnori
- 1995 Nanjang - A new Horizon - Red Sun Samulnori
- 2000 Almost Blue -RP 5 (Willi Resetarits, Wolfgang Puschnig)
- 2000 The Hans Koller Concept - Paul Urbanek
- 2002 The Hans Koller Concept 2 - Paul Urbanek
- 2007 Ketil Bjornstad - Devotion